# ایونیه
ایونیّه (پارسی باستان: یَونه(Yauna)𐎹𐎢𐎴)، قسمت آسیای صغیر یونان باستان را ایونیا می‌نامیدند که در تاریخ قدیم یونان به سرزمین‌های مختلف گفته شده‌است اما ایونیای حقیقی یکی از ممالک قدیمی آسیای صغیر میان خلیج ازمیر و ماندلیا و مسکن مهاجرین یونانی بوده‌است. مردم ایونیا به هوش و جسارت مشهور بودند و خود در کرانه‌های دریای اژه و دریای سیاه مهاجرنشین‌هایی تأسیس کردند.